# 年輕血液輸入
年輕血液輸入 (英語：Young blood transfusion) 是指較老年的人輸入輸入從較年輕的人捐出的血液，以達到更健康或抗衰老的效果。輸入年輕人的血液，在效果和安全性都備受爭議，只有非常有限的臨床證據證明其效用。輸入年輕人的血液也會帶來健康上的傷害。 雖然有些動物實驗的證據證明有用，但沒有臨床證實證明人類有同樣的效果。在2019年美國食品及藥物管理局警告，消費者不要接受年輕捐贈者的血液輸入，稱這是一種未經證實的治療方法。